# Fortkaj
Fortkaj er en kaj langs med Kronløbsbassinet i Århusgadekvarteret i Nordhavnen i København og den bagvedliggende gade mellem Southamptongade og Murmanskgade. Baggrunden for navnet er ukendt men dækker muligvis over en eller flere af de tre søforter ved indsejlingen til Københavns Havn.

## Historie og bebyggelse
Fortkaj ligger ligesom resten af Århusgadekvarteret i et område, der indtil 2014 var en del af Københavns Frihavn med begrænset adgang for offentligheden. Endnu i 2012 lå der en større lagerbygning mellem kajen og den parallelle Lüdersvej, nu Helsinkigade, og en foderstofsilo med bagvedliggende bygninger i den østlige ende. Sidstnævnte bygninger og lagerbygningen blev imidlertid efterfølgende revet ned, hvorefter siloen stod alene tilbage sammen med en kollega på den anden side af Helsinkigade.
Baggrunden var at det i forbindelse med områdets ophør som frihavn var blevet besluttet at omdanne det til en ny bydel med boliger og erhverv, hvilket blandt andet medførte nedrivning af flere erhvervsbygninger til fordel for nybyggeri. Desuden skulle der anlægges flere nye gader, og her ønskede Københavns Kommunes Vejnavnenævnet at følge traditionen med at give gadenavne efter et bestemt tema, i dette tilfælde internationale havnebyer, og det både for de nye gader og en række af de eksisterende. Forslaget medførte en del protester fra folk, der ønskede at bevare de eksisterende navne, hvilket nævnet delvist imødekom, så blandt andet Fortkaj beholdt sit navn.
Til at begynde med kom der kun delvist gang i byggeriet langs Fortkaj. Et af de første er karreen Kronløbshuset, der opførtes af RHB Development efter tegninger af Mangor & Nagel Arkitektfirma i 2014-2016. Karreens facade er i mursten der sammen med de andre byggematerialer giver bygningen et cortenstål udseende passende til de bevaringsværdige bygninger i nabolaget. Yderligere boligbyggeri blev opført i 2019-2022. Fælles for bygningerne var til at begynde med udsigten over Kronløbsbassinet til Sundmolen på den anden side. I 2020-2023 anlægges den kunstige Kronløbsøen imidlertid i Kronløbsbassinet udfor de nye bygninger. Øen kommer til at rumme boliger og et underjordisk parkeringsanlæg, der bliver forbundet med omverdenen med en bro til Fortkaj i forlængelse af Dunkerquegade.
Ved den østlige ende af Fortkaj står de to tidligere foderstofsiloer som markante minder om tidligere tider. Den nordlige ved Fortkaj var i sin tid lidt af et vartegn for Nordhavnen og var kendt som HVA DRIKKER MØLR”-siloen efter en stor graffititekst øverst, der kunne ses langt væk. I 2014-2017 blev den ombygget til højhuset The Silo af Union Holding A/S efter tegninger COBE Architects i 2014-2017 og rummer nu 40 lejligheder med forskellig udformning. I stueetagen ligger udstillingen Himmel og Hav om Nordhavnen, der åbnede i 2014.
Helt mod øst ved hjørnet af Murmanskgade opførte Walls/Nordkranen en bygning til bolig og erhverv efter tegninger af Mangor & Nagel Arkitektfirma i 2015-2017.
I efteråret 2015 blev det besluttet at anlægge en brygge langs med kajkanten, så alle kan få direkte adgang til vandet, der netop er et af Århusgadekvarteret kendetræk. Bryggen, der får navnet Fortkaj Brygge, bliver ca. 250 meter lang og fire meter bred. Anlæggelsen afventer dog etableringen af Kronløbsøen.